# Roca de l'Ametlla
La Roca de l'Ametlla és una muntanya de 757 metres que es troba al municipi d'Olvan, a la comarca catalana del Berguedà.